# Priča o junaku (strip)
Priča o junaku je epizoda strip serijala Mister No objavljena u Srbiji u br. 17. obnovljene edicije Zlatne serije koju je pokrenuo Veseli četvrtak. Sveska je izašla 19. decembra 2019. god. i koštala 350 dinara (3,45 $; 2,96 €). Imala je 166 strana.

## Originalna epizoda
Epizoda je premijerno objavljena u Italiji pod nazivom Storia di un eroe u izdanju Bonelija 1. septembra 1995. Epizodu je nacrtao Ferdinando Tacconi, a scenario napisao Luigi Mignacco. Naslovnu stanu nacrtao je Roberto Diso.

## Prethodna i naredna sveska
Prethodna sveska sadržala je epizodu Zagora Čovek-munja (ZS-16), a naredna Teks Vilera Kazna za oholog pukovnika (ZS-18).